# Peer Schmidt (Chemiker)
Peer Schmidt (* 28. April 1969 in Rostock, DDR) ist ein deutscher Chemiker und Hochschulprofessor. Seit 2020 ist er Vize-Präsident für Studium und Lehre an der Brandenburgischen Technischen Universität Cottbus-Senftenberg.

## Wissenschaftlicher Werdegang
Von 1990 bis 1995 studierte er an der Technischen Universität Dresden das Fach Chemie und schloss es mit dem Diplom ab. Von 1996 bis 2010 war er wissenschaftlicher Mitarbeiter an der Technischen Universität in Dresden. 1999 wurde er mit Summa cum laude promoviert und habilitierte sich 2007 im Fach Anorganische Chemie mit dem Thema „Thermodynamische Analyse der Existenzbereiche fester Phasen — Prinzipien der Syntheseplanung in der Anorganischen Festkörperchemie“ ebendort. Seit 2010 leitet er als Professor den Fachbereich Anorganische Chemie der früheren Hochschule Lausitz in Senftenberg, die 2013 mit der Brandenburgischen Technischen Universität Cottbus zur BTU Cottbus-Senftenberg fusionierte. 2012 erhielt er den Netzsch-GEFTA-Preis für seine herausragenden Leistungen als junger Wissenschaftler.

## Institutionelles Engagement
2020 wurde Schmidt zum Vize-Präsidenten für Studium und Lehre an der BTU Cottbus-Senftenberg gewählt, 2023 wiedergewählt. Zu seinen Leistungen zählen die Aufstellung des Studiengangs Grundschullehramt an der BTU, die Steigerung der Studierendenzahlen und die Digitalisierung der Lehre.
Er gehört dem Vorstand der Gesellschaft für Thermische Analyse an.

## Privat
Schmidt ist verheiratet und hat drei Kinder.

## Publikationen (Auswahl)
- Chemische Transportreaktionen. (als Mitherausgeber), De Gruyter-Verlag, Berlin/Boston 2011, ISBN 978-3-110-24896-8
  - Chemical Vapor Transport Reactions. (als Mitherausgeber), De Gruyter-Verlag, Berlin/Boston 2012, ISBN 978-3-110-25464-8
- Allgemeine und Anorganische Chemie. (als Mitherausgeber), Springer-Verlag, Berlin/Heidelberg 2016, ISBN 978-3-662-45066-6
- Allgemeine Chemie. Springer-Verlag, Berlin/Heidelberg 2019, ISBN 978-3-662-57845-2